# Pardalosus sayi
Pardalosus sayi är en skalbaggsart som beskrevs av Gordon 2006. Pardalosus sayi ingår i släktet Pardalosus och familjen Aphodiidae. Inga underarter finns listade i Catalogue of Life.